# L'altra! Oh Hae-young
L'altra! Oh Hae-young (또! 오해영?, Tto! O Hae-yeongLR, lett. Di nuovo Oh Hae-young; titolo internazionale Oh Hae-young Again, conosciuta anche come Another Miss Oh) è una serie televisiva sudcoreana trasmessa su tvN dal 2 maggio al 28 giugno 2016. In italiano è disponibile, sottotitolata, su Prime Video.

## Trama
Il direttore del suono Park Do-kyung sta per sposare la fidanzata Oh Hae-young, che tuttavia non si presenta alla cerimonia, gettandolo nella disperazione. Un anno dopo, Do-kyung apprende che Hae-young convolerà a nozze con il giovane imprenditore Han Tae-jin e decide di vendicarsi, facendo dichiarare bancarotta al rivale; tuttavia, un mese dopo l'uomo apprende di aver rovinato il matrimonio non alla ex, ma a un'altra Oh Hae-young. Quest'ultima si vede lasciata il giorno prima delle nozze, ma il fidanzato Han Tae-jin non le confessa che il vero motivo è che sta per andare in prigione, invece, le spezza il cuore dicendole di non amarla. Do-kyung e Hae-young si incontrano e i due si avvicinano grazie all'esperienza comune che hanno vissuto, mentre lui inizia ad avere delle visioni del prossimo futuro che hanno la donna come protagonista.

## Personaggi
- Park Do-kyung, interpretato da Eric Mun
- Oh Hae-young (terra)[2], interpretata da Seo Hyun-jin
- Oh Hae-young (oro)[2], interpretata da Jeon Hye-bin
Ex fidanzata di Do-kyung.
- Park Soo-kyung, interpretata da Ye Ji-won
Sorella maggiore di Do-kyung.
- Lee Jin-sang, interpretato da Kim Ji-seok
Amico di Do-kyung, avvocato.
- Park Hoon, interpretato da Heo Jung-min
/Fratellastro minore di Do-kyung.
- Heo Ji-ya, interpretata da Nam Gi-ae
Madre di Do-kyung.
- Han Tae-jin, interpretato da Lee Jae-yoon
Ex fidanzato di Hae-young (terra).
- Oh Kyung-soo, interpretato da Lee Han-wi
Padre di Hae-young (terra).
- Hwang Deok-yi, interpretata da Kim Mi-kyung
Madre di Hae-young (terra).
- Kim Hee-ran, interpretata da Ha Si-eun
Amica di Hae-young (terra).
- Jeong-sook, interpretata da Lee Hye-eun
Zia di Hae-young (terra).
- Madre di Oh Hae-young (oro), interpretata da Kim Seo-ra
- Yoon An-na, interpretata da Heo Young-ji
Fidanzata di Hoon.
- Presidente Jang, interpretato da Kang Nam-gil
Uomo d'affari frequentato dalla madre di Do-kyung, al quale lui ha chiesto aiuto per rovinare Han Tae-jin.
- Park Soon-taek, interpretato da Choi Byung-mo
Psicologo di Do-kyung.
- Kim Seong-jin, interpretato da Kwon Min
Collega di Oh Hae-young (terra).
- Gi-tae, interpretato da Kim Ki-doo
Addetto al suono.
- Sang-seok, interpretato da Jo Hyun-sik
Addetto al suono.
- Lee Joon, interpretato da Choi Joon-ho
Addetto al suono.
- Lee Chan-soo, interpretato da Park Myung-hoon
Amico e socio di Han Tae-jin.
- Jang Young-ji, interpretata da Yeon Mi-joo
Figlia del presidente Jang.

## Episodi
| Episodio   | Titolo                                                                                            | Data di trasmissione | Dati AGB            | Dati AGB                   | Dati TNMS           |
| Episodio   | Titolo                                                                                            | Data di trasmissione | A livello nazionale | Area metropolitana di Seul | A livello nazionale |
| ---------- | ------------------------------------------------------------------------------------------------- | -------------------- | ------------------- | -------------------------- | ------------------- |
| 1          | Posso piangere? (울어도 되나요?)                                                                  | 2 maggio 2016        | 2,059%              | 2,796%                     | 1,8%                |
| 2          | Un legame completamente non voluto (미필적 고의에 의한 인연?)                                     | 3 maggio 2016        | 2,981%              | 4,311%                     | 2,6%                |
| 3          | Se vuoi vivere, ama (살고싶을 땐, 사랑하기로?)                                                    | 9 maggio 2016        | 2,996%              | 3,038%                     | 3,9%                |
| 4          | Canticchiamo una canzone e andiamo a casa (콧노래를 사서 집으로 가자?)                            | 10 maggio 2016       | 4,253               | 5,201%                     | 4,7%                |
| 5          | Un cuore che soffre da matti (미치게 짠한?)                                                       | 16 maggio 2016       | 5,031%              | 6,276%                     | 4,9%                |
| 6          | Metà amore, metà pietà (사랑 반, 측은 반?)                                                        | 17 maggio 2016       | 6,068%              | 7,746%                     | 5,4%                |
| 7          | Vorrei essere l'unica donna nel mondo (세상에 여자는 나 하나였으면 좋겠어?)                       | 23 maggio 2016       | 6,604%              | 8,038%                     | 6,7%                |
| 8          | Non sto piangendo a causa sua, piango a causa tua (그 때문에 우는 게 아니야 너 때문에 우는 거야?) | 24 maggio 2016       | 7,798%              | 9,386%                     | 6,7%                |
| 9          | Il vento soffia in quel cuore (그 마음에 바람이 불었다?)                                          | 30 maggio 2016       | 7,990%              | 9,924%                     | 7,1%                |
| 10         | La strada che conduce a te (너에게 가는 길?)                                                      | 31 maggio 2016       | 8,425%              | 10,983%                    | 7,2%                |
| 11         | Fa male, fa male... (아프고 아프고 ...?)                                                          | 6 giugno 2016        | 9,022%              | 11,869%                    | 7,9%                |
| 12         | Spero che, lasciandomi, sarai infelice (나 떠나 부디 불행하길?)                                   | 7 giugno 2016        | 9,353%              | 12,028%                    | 7,8%                |
| 13         | Capire il cuore (헤아려 본 마음?)                                                                 | 13 giugno 2016       | 8,507%              | 10,506%                    | 7,9%                |
| 14         | A parte l'amore, tutti i suoni dovrebbero tacere (사랑이 아닌 모든 소리는 침묵하라?)              | 14 giugno 2016       | 8,836%              | 11,458%                    | 8,1%                |
| 15         | In quei giorni non avremmo potuto amare di più (더더더 사랑 못한 지난날들?)                       | 20 giugno 2016       | 7,929%              | 10,686%                    | 7,4%                |
| 16         | Vivo grazie a te (너로 인해 살아진다?)                                                            | 21 giugno 2016       | 8,027%              | 10,503%                    | 7,7%                |
| 17         | Anche se morissi oggi, non importa (오늘 죽어도 좋을만큼?)                                        | 7 giugno 2016        | 8,028%              | 10,310%                    | 7,0%                |
| 18         | Ti prego, vivi. Grazie di essere vivo, tesoro (살아주십시오 살아있어서 고마운 그대?)              | 28 giugno 2016       | 9,991%              | 13,428%                    | 8,1%                |
| Media      | Media                                                                                             | Media                | 6,883%              | 8,805%                     | 5,9%                |
| Speciale 1 | Speciale 1                                                                                        | 4 luglio 2016        | 3,480%              | 4,198%                     | 2,4%                |
| Speciale 2 | Speciale 2                                                                                        | 5 luglio 2016        | 2,892%              | 3,334%                     | 2,3%                |

## Colonna sonora
1. Little Miss Sunshine (사르르?) – Wable
2. Just Like a Dream (꿈처럼?) – Ben
3. What is Love (사랑이 뭔데?) – Seo Hyun-jin e Yoo Seung-woo
4. Maybe I (어쩌면 나?) – Roy Kim
5. If It is You (너였다면?) – Jung Seung-hwan
6. I'll Be There – Lee Seok-hoon degli SG Wannabe
7. As I've Waited, More (기다린 만큼, 더?) – The Black Skirts
8. Scattered (흩어져?) – Kim EZ

## Riconoscimenti
| Anno | Premio                | Categoria                                         | Ricevente               | Risultato       |
| ---- | --------------------- | ------------------------------------------------- | ----------------------- | --------------- |
| 2016 | APAN Star Awards      | Premio all'eccellenza, attore in una miniserie    | Eric Mun                | Candidato/a     |
| 2016 | APAN Star Awards      | Premio all'eccellenza, attrice in una miniserie   | Seo Hyun-jin            | Vincitore/trice |
| 2016 | APAN Star Awards      | Miglior attrice di supporto                       | Jeon Hye-bin            | Candidato/a     |
| 2016 | APAN Star Awards      | Miglior attrice di supporto                       | Ye Ji-won               | Vincitore/trice |
| 2016 | APAN Star Awards      | Premio miglior coppia                             | Eric Mun e Seo Hyun-jin | Candidato/a     |
| 2016 | Korea Drama Awards    | Premio alla massima eccellenza, attrice           | Seo Hyun-jin            | Candidato/a     |
| 2016 | tvN10 Awards          | Miglior attore                                    | Eric Mun                | Candidato/a     |
| 2016 | tvN10 Awards          | Miglior attrice                                   | Seo Hyun-jin            | Candidato/a     |
| 2016 | tvN10 Awards          | Premio miglior contenuto, drama                   |                         | Vincitore/trice |
| 2016 | tvN10 Awards          | Re della commedia romantica                       | Eric Mun                | Vincitore/trice |
| 2016 | tvN10 Awards          | Regina della commedia romantica                   | Seo Hyun-jin            | Vincitore/trice |
| 2016 | tvN10 Awards          | Fatto dalla tvN, attrice in un drama              | Seo Hyun-jin            | Vincitore/trice |
| 2016 | tvN10 Awards          | Premio due stelle                                 | Kim Ji-seok             | Candidato/a     |
| 2016 | tvN10 Awards          | Premio scene-stealer, attore                      | Kim Ji-seok             | Candidato/a     |
| 2016 | tvN10 Awards          | Premio scene-stealer, attrice                     | Kim Mi-kyung            | Candidato/a     |
| 2016 | tvN10 Awards          | Premio scene-stealer, attrice                     | Ye Ji-won               | Candidato/a     |
| 2016 | tvN10 Awards          | Premio miglior bacio                              | Kim Ji-seok e Ye Ji-won | Candidato/a     |
| 2016 | tvN10 Awards          | Premio miglior bacio                              | Eric Mun e Seo Hyun-jin | Candidato/a     |
| 2017 | Korea Cable TV Awards | Premio stella dei canali via cavo, scene-stealer  | Ye Ji-won               | Vincitore/trice |
| 2017 | Korea Cable TV Awards | Premio stella dei canali via cavo, miglior coppia | Kim Ji-seok e Ye Ji-won | Vincitore/trice |
| 2017 | Baeksang Arts Awards  | Miglior regista                                   | Song Hyun-wook          | Candidato/a     |
| 2017 | Baeksang Arts Awards  | Miglior copione                                   | Park Hae-young          | Candidato/a     |
| 2017 | Baeksang Arts Awards  | Miglior attrice                                   | Seo Hyun-jin            | Vincitore/trice |